# Moneda de 2 dólares de Hong Kong
La moneda de dos dólares es la tercera moneda de más alta denominación del dólar de Hong Kong. Desde su introducción en 1976, es una de las dos monedas circulantes que no es redonda (ya que la moneda de veinte centavos tampoco es redonda). La moneda de dos dólares tiene forma de vieira, dodecagonal y hecha de cuproníquel.
Fue emitida en 1975, y así se convirtió en la moneda de denominación más alta hasta que la moneda de 5 dólares fue introducida el año siguiente. La moneda era una nueva denominación para el sistema monetario de Hong Kong, como sugirió el Comité de Revisión de Monedas.
El anverso presenta a la Reina Isabel II en su introducción hasta que fue reemplazada por la flor de Bauhinia en 1993, la cual figura en todas Hong Kong las acuñaciones desde ese año. En 1997 una moneda conmemorativa fue emitida presentando los dos santos de armonía, los hermanos He He, para conmemorar el traspaso de Hong Kong, del Reino Unido a China.

## Acuñación
| Año  | Acuñación                                                               |
| ---- | ----------------------------------------------------------------------- |
| 1975 | 60,000,000                                                              |
| 1978 | 504,000                                                                 |
| 1979 | 9,032,000                                                               |
| 1980 | 30,000,000                                                              |
| 1981 | 30,000,000                                                              |
| 1982 | 30,000,000                                                              |
| 1983 | 7,002,000                                                               |
| 1984 | 22,002,000                                                              |
| 1985 | 10,002,000                                                              |
| 1986 | 15,000,000                                                              |
| 1987 | Desconocido                                                             |
| 1988 | 5,000,000 en circulación. 20,000 proof.                                 |
| 1989 | 33,000,000                                                              |
| 1990 | Desconocido                                                             |
| 1991 | Desconocido                                                             |
| 1992 | 14,000,000 (4,370,000 puestos en circulación)                           |
| 1993 | Desconocido                                                             |
| 1994 | Desconocido                                                             |
| 1995 | Desconocido                                                             |
| 1997 | Hermanos He He conmemorativa. Desconocido en circulación. 97,000 proof. |
| 1998 | Desconocido                                                             |
| 2012 | 80,000,000                                                              |
| 2013 | Desconocido                                                             |
| 2015 | Desconocido                                                             |
| 2017 | Desconocido                                                             |
| 2019 | Desconocido                                                             |